# Daleka droga do domu
Daleka droga do domu – pierwszy singiel zespołu Coma z płyty Zaprzepaszczone siły wielkiej armii świętych znaków wydany w roku 2006.

## Notowania
| Lista                                        | Pozycja |
| -------------------------------------------- | ------- |
| Lista Przebojów III Programu Polskiego Radia | 7       |

## Lista Przebojów III Programu Polskiego Radia
| Pozycja | 28 | 17 | 16 | 10 | 8 | 9 | 8 | 7 | 12 | 12 | 13 | 12 | 14 | 15 | 20 | 15 |

- Utwór znajdował się na liście od 12 maja 2006 do 25 sierpnia 2006.